# Van Stockumberg
De Van Stockumberg is een berg die deel uitmaakt van de Emmaketen in Sipaliwini, Suriname.
De berg heeft een hoogte van 355 meter en is vernoemd naar de Nederlandse ontdekkingsreiziger A.J. van Stockum. De Van Stockumberg is moeilijker te beklimmen dan de Voltzberg die ernaast ligt.